# Geumjeong-gu
Geumjeong-gu (Hangul: 금정구, Hanja: 江西區) is een stadsdeel (gu) van de Zuid-Koreaanse stad Busan. Geumjeong-gu heeft een oppervlakte van 65,19 vierkante kilometer en telde in 2005 ongeveer 264.880 inwoners. Het maakte tot 1988 deel uit van Dongnae-gu. De berg Geumjeongsan bevindt zich in Geumjeong-gu.
Het stadsdeel bestaat uit de volgende buurten (dong):

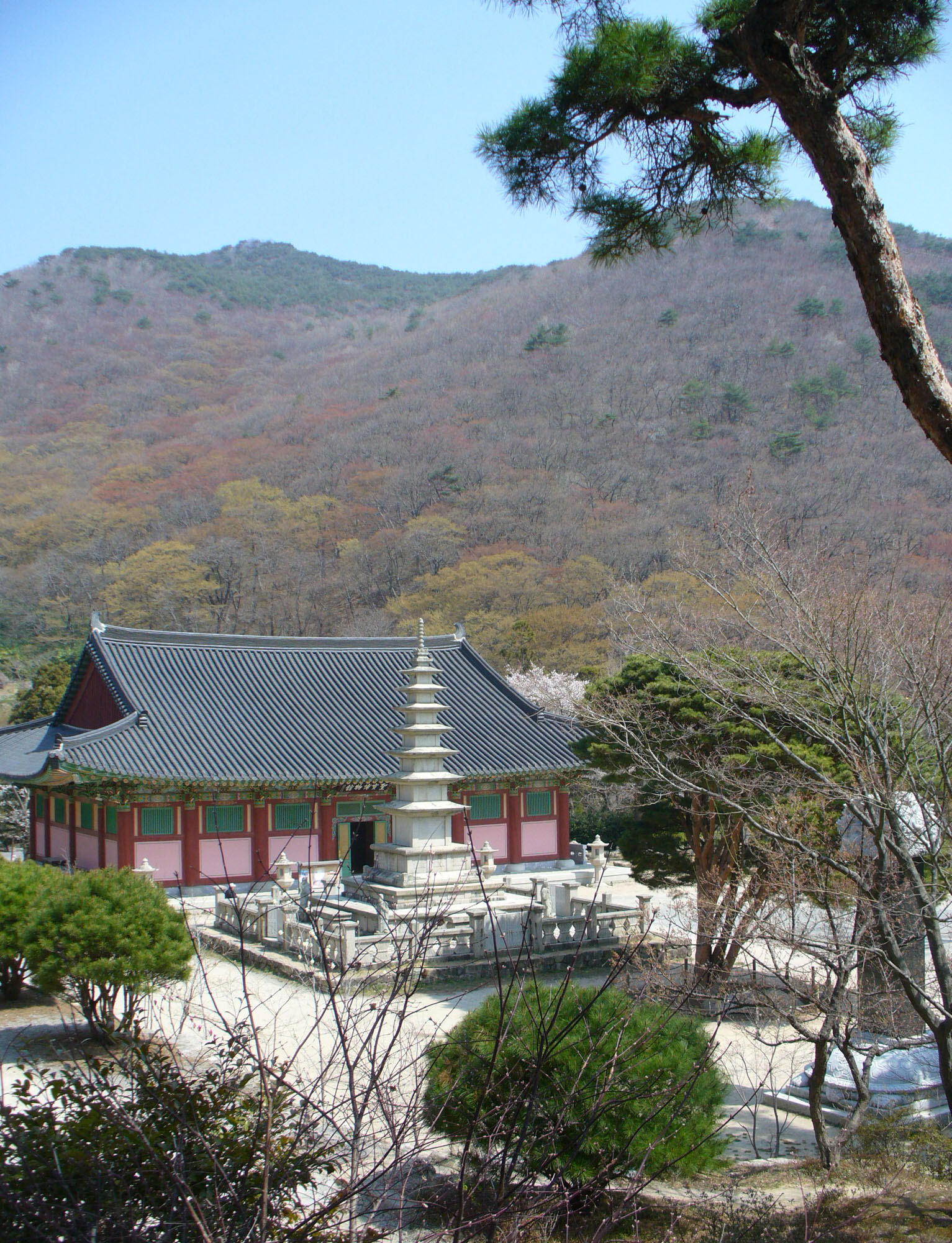
Zicht op de bergen en de Beomeosatempel in Geumjeong-gu

- Seo-dong
- Geumsa-dong
- Oryun-dong
- Bugok-dong
- Jangjeon-dong
- Seon-dong
- Dugu-dong
- Cheongnyongnopo-dong
- Namsan-dong
- Guseo-dong
- Geumseong-dong

Buk-gu · 
Busanjin-gu · 
Dong-gu · 
Dongnae-gu · 
Gangseo-gu · 
Geumjeong-gu · 
Gijang-gun · 
Haeundae-gu · 
Jung-gu · 
Nam-gu ·
Saha-gu · 
Sasang-gu · 
Seo-gu · 
Suyeong-gu · 
Yeongdo-gu · 
Yeonje-gu